# Sven Ehrenflycht
Sven Erlandsson adlad Ehrenflycht var en svensk krigskommissarie i skånska kriget och senare ämbetsman, son till Erland Svensson, borgmästare i Vadstena. Hans syster Elisabeth var gift med Michael Arenchil. Sven skrev sig alltid "Sven Erlandsson Ehrenflycht" sedan han adlats.
Före skånska kriget (1675–1679) var Erlandsson tillsyningsman hos godsägaren greve Königsmarck. En av hans stora fiender från mellankrigsåren var baron Jörgen Krabbe till Krageholm som ansåg honom för en "cruel" bondeplågare och anmälde honom till de svenska myndigheterna. Erlandsson var också hatad av bönderna för sina brutala bestraffningar och kallades av dem Banketröja. Vid denna tid rådde fortfarande närmast feodala förhållanden i Skåne och fysisk bestraffning av veckodagsbönder var vanligt fram till mitten på 1800-talet.
När kriget utbröt fick den svenska krigsmakten stora problem med snapphanarna och behövde en befälhavare med lokal kännedom och ”hårda nypor”. Sven Erlandsson var rätt person, och utnämndes till krigskommissarie 1676. Hans huvudkvarter under dessa år var först Glimmingehus och sedan Tunbyholm samt en plats han benämner som "Nygård" men som vi inte med säkerhet kan identifiera mer än att det låg någonstans på nuvarande Österlen. Erlandsson verkade främst runt "Östreslätt" som slättområdena på Österlen kallades då och västerut till Ystad och Skurup. Under skånska kriget rörde han sig periodvis över hela Skåne.  
I Erlandssons krigskommissariesysslor ingick både att skaffa proviantering åt trupperna och, om möjligt, att jaga snapphanar. En del av de danska fogdarna, som bröderna Mogens och Johan Haksen, hade samma jobb som Erlandsson men betraktades som snapphanar av svenskarna: de skulle också skaffa proviantering och ta in krigsskatt bland bönderna och ofta nog krockade de bokstavligen med Erlandsson och hans kollegor.
Under åren pågick många strider och konfrontationer mellan svenska trupper och snapphanar. Vid flera tillfällen organiserades klappjakt på de dansk-skånska trupper som kallades snapphanar och han var tillsammans med den reguljäre militären Rehbinder ansvarig för det stora tillslaget mot "snapphanarna" under vårvintern 1679. Bland offren räknades högrankande friskyttar som kapten Severin och Lille Mads. Insatserna leddes från Tunbyholm i en fågelvägen tvärs över Österlen till Sövde, Blentarp och det som idag är norra delarna av Skurups kommun. Erlandsson själv var vid denna tid posterad på Nygård. Dock lyckades två av Erlandssons mest hatade "snapphane" fiender undkomma; den danske sambandsofficeren Pieter Sten och kronofogden Johan Haksen. I sina minnesanteckningar Promemoria om Snaphanarne berättar Erlandsson om sina prestationer under kriget.
För sina insatser blev Sven Erlandsson i slutet av 1679 adlad med namnet Ehrenflycht och nummeret 952. När han dog barnlös 1713 slöts ätten.
Det skånska kriget 1675–79 och de i samband med detta stående inrikespolitiska förändringarna i Sverige beredde plats för nya män i politik och förvaltning. Mot den bakgrunden bör Sven E:s karriär och verksamhet i mycket stor utsträckning ses. Båda ha ett nära samband med kriget i Skåne, och med Johan Gyllenstiernas utnämning till generalguvernör över Skåne, Halland och Blekinge. E:s förtrogenhet med de skånska förhållandena gjorde honom särskilt lämpad för de uppdrag, som tilldelades honom under kriget. Redan nu torde han också i sin egenskap av krigskommissarie ha kommit Gyllenstierna nära. För de skånska präster och bönder, som gick hans ärenden, utverkade han 1681 kungliga ynnestbevis i form av skattefrihet och kontantbelöningar. Själv hade han tidigare belönats med adelskap för sina insatser.
När det omfattande skånska reformprogrammet i slutet av 1679, efter freden med Danmark, definitivt fastställdes, utnämndes E. till överkrigskommissarie i generalguvernementet. Utnämningen vittnar om Karl XI:s och Gyllenstiernas höga uppskattning, men också om att det var den under kriget framvuxna organisationen med sitt personalbestånd, som lades till grund för den planerade uppbyggnaden och reformerna i de forna danska provinserna. Sin första uppgift som överkrigskommissarie fick E., då han tillsammans med kamreraren och krigskammarrådet Niclas Jonsson Cronacker sattes att handha den samtidigt med utnämningen beslutade indelningen av kavalleriet i Skåne. Denna uppgift var å andra sidan oupplösligt förenad med reduktionen av de svenska donationerna i landskapet och avslutandet av arrendekontrakt på de sålunda med 1680 års ränta reducerade sätesgårdarna.
Vid Gyllenstiernas död i juni 1680 började en strid mellan kamreraren Jöran Adlersteen (se denne) å ena sidan, E. och Cronacker å den andra. E. avreste omedelbart efter dödsfallet till Karl XI för att driva igenom sina synpunkter. I utförliga och för belysning av Gyllenstiernas verksamhet som generalguvernör betydelsefulla memorial framlade han dennes planer rörande reformarbetet i Skåne. E. lyckades också till en tid bibehålla konungens förtroende. Men sedan Rutger von Ascheberg (se denne) börjat förvalta sitt; ämbete som generalguvernör, blevo E: s åtgärder och rapporter till Karl XI utsatta för bister, delvis berättigad, kritik av Ascheberg och Adlersteen. Den av E. och Cronacker verkställda indelningen förklarades 1681 för värdelös, och E. fick ej – trots påstötningar direkt hos Karl XI – hand om den beslutade nya.
Trots att E. sålunda skjutits åt sidan, bibehöll han under hela den följande tiden tjänsten som överkrigskommissarie. Han användes flitigt vid avslutandet av arrendekontrakt och vid husesynsförrättningar. Den erfarenhet, som han förskaffat sig som förvaltare av de königsmarckska godsen, först det reducerade Herrevadskloster, sedan Marsvinsholm och andra, har härvid 1 kommit väl till pass. Sina förbindelser med Königsmarcks familj uppehöll han för övrigt ända till sin död. Han arrenderade Marsvinsholm av fältmarskalkens arvingar ännu under sina sista år. Även på ett annat område har E:s förtrogenhet med skånska godsförhållanden kommit till användning. Han fick 1689 tillsammans med häradshövdingen Wickman Tigerschiöld uppdraget att slutföra sjättepenningsräfsten. På våren 1694 kunde E. och hans medhjälpare lämna slutgiltig rapport och till Kammarkollegium överlämna det omfattande aktmaterial, som utgör sjättepenningskommissionens arkiv.

Sven Erlandsson levde ogift, och arrenderade efter kriget Marsvinsholms herregård fram till sin död 1713. Han ligger begravd i Balkåkra kyrkoruin.